# NGC 2566
NGC 2566 is een balkspiraalstelsel in het sterrenbeeld Achtersteven. Het hemelobject werd op 5 maart 1785 ontdekt door de Duits-Britse astronoom William Herschel.

## Synoniemen
- ESO 495-3
- IRAS08166-2520
- MCG -4-20-8
- AM 0804-252
- UGCA 138
- CGMW 2-3181
- PGC 23303